# 스리랑카의 국기
스리랑카의 국기는 1972년 5월 22일에 제정되었다. 노란색 테두리에 왼쪽에는 청록색과 주황색 두 가지 색으로 구성된 세로 줄무늬가 그려져 있으며, 오른쪽에는 갈색 직사각형이 그려져 있다. 갈색 직사각형의 네 개의 각에는 네 개의 금색 보리수 잎이 그려져 있으며, 직사각형 가운데에는 오른쪽 앞발에 금색 칼을 든 금색 사자가 그려져 있다.
노란색은 스리랑카 국민의 서로 다른 문화의 존재를, 청록색은 무슬림과 무어족을, 주황색은 타밀족을 의미하며, 갈색은 스리랑카의 소수 민족인 유럽계 중산층을, 보리수 잎은 불교를, 칼은 나라의 주권을, 사자는 용기와 신할리족을 의미한다.

## 색상
| 색상 | 청록              | 주황                | 노랑                 | 갈색                |
| ---- | ----------------- | ------------------- | -------------------- | ------------------- |
| RGB  | 0–83–78 (#00534E) | 235–116–0 (#EB7400) | 255–190–41 (#FFBE29) | 141–21–58 (#8D153A) |

## 과거의 기

칸디 왕국의 기 (1469년 ~ 1948년)
영국령 실론의 기 (1815년 ~ 1948년)
실론 자치령의 국기 (1948년 ~ 1951년)
실론 자치령의 국기 (1951년 ~ 1972년)
실론의 해군기 (1951년 ~ 1972년)
공군기 (1971년 ~ 2010년)

## 같이 보기
- 스리랑카의 국장